# Маврикийская утка
Маврикийская утка (лат. Anas theodori) — вымерший вид птиц семейства утиных, обитавший на острове Маврикий, и, вероятно, также на Реюньоне.
Видовое название дано в честь французского натуралиста Теодора Созье (Théodore Sauzier), который открыл субфоссильные остатки в Мар-о-Сонж. Типовой материал состоит из фрагмента грудины, двух коракоидов, восьми плечевых костей и двух костей ног, которые находятся в плачевном состоянии. Все кости этого типа значительно больше, чем соответствующие кости африканского блестящего чирка (Nettapus auripus), мадагаскарского чирка (Anas bernieri) и странствующей свистящей утки (Dendrocygna arcuata), но меньше, чем кости мадагаскарской кряквы (Anas melleri). Грудная кость короче, чем у странствующей свистящей утки и мадагаскарской кряквы. Длина коракоида 42 мм и плечевых костей 70—78 мм. Правая цевка длиной 42 мм предполагает, что маврикийская утка имела меньшего размера ноги, чем мадагаскарская кряква. В более поздних раскопках на Маврикии и Реюньоне были обнаружены кости скелета и фрагмент черепа.
Исторических записей, относящихся к маврикийской утке, очень мало. Так губернатор Маврикия Issac Johannes Lamotius сообщал в 1681 году , что на прудах в лесу, встречаются, в больших количествах фламинго, утки и гуси. В 1693 году маврикийская утка уже была описана Франсуа Лега как редкая. В 1696 году Roelof Deodati упомянул в последний раз маврикийскую утку. Кроме того, об утках на Реюньоне, которые, вероятно, представляют данный вид, существуют различные отчёты. В 1710 году Антуан Дефорж-Буше, губернатор Реюньона с 1723 по 1725 годы, написал, что из некогда многочисленных фламинго, голубей, камышниц, гусей, уток, жаворонков, дроздов, вальдшнепов, чибисов и воронов лишь небольшая часть птиц спаслась от ненасытной жадности поселенцев.